# Lipovo Polje
Lipovo Polje falu Horvátországban Lika-Zengg megyében. Közigazgatásilag Perušićhoz tartozik.

## Fekvése
Otocsántól légvonalban 13 km-re közúton 35 km-re délre, községközpontjától légvonalban 17 km-re közúton 12 km-re északnyugatra az Északi-Velebit keleti lejtői alatti azonos nevű mező délnyugati szélén hosszan elnyúlva fekszik. Az északnyugat-délkeleti irányban 9 km hosszan elnyúló 1,5 – 2,5 km széles mezőt északról és délről 650-től 800 méteres magaslatok határolják, míg északnyugatról 20 – 40 méter magas sziklák zárják le. A mező közepén a Lika folyó kanyarog át. Átlagos tengerszint feletti magassága 485 méter. Legmélyebb pontja a Mlinicei víznyelőnél 473 méter. Legjelentősebb víznyelői az északnyugati részen található Markov ponor és a Mlinicei víznyelő. Az áradások a “Sklope” gát megépítése előtt gyakran árvizeket okoztak, ezért a nagy befogadóképességű víznyelők különösen fontos szerepet töltöttek be. Szükséges volt bejáratuk tisztítása, átjárhatóan tartása.

## Története
Szerb és horvát határőr családjai a 17. század végén a török által megszállt területről vándoroltak be ide, egyházilag a szomszédos Kosinj parókiájához tartoztak. 1857-ben 1185, 1910-ben 1342 lakosa volt. A trianoni békeszerződés előtt Lika-Korbava vármegye Perušići járásához tartozott. Ezt követően előbb a Szerb-Horvát-Szlovén Királyság, majd Jugoszlávia része lett. A II. világháború idején lakói közül sokan vettek részt a partizánmozgalomban. 1941. augusztus 6-án az usztasák megtorlásul 208 szerb nemzetiségű polgári személyt, köztük 56 nőt és egy gyermeket dobtak a 40 méter mély gornji kosinji Sveta Ana barlangba. Az áldozatok közül 90 lipovo poljei lakos volt. 1991-ben lakosságának 91 százaléka szerb nemzetiségű volt. 1991-ben a független Horvátország része lett. 2011-ben 121 lakosa volt.

## Lakosság
| Lakosság változása | Lakosság változása | Lakosság változása | Lakosság változása | Lakosság változása | Lakosság változása | Lakosság változása | Lakosság változása | Lakosság változása | Lakosság változása | Lakosság változása | Lakosság változása | Lakosság változása | Lakosság változása | Lakosság változása | Lakosság változása |
| ------------------ | ------------------ | ------------------ | ------------------ | ------------------ | ------------------ | ------------------ | ------------------ | ------------------ | ------------------ | ------------------ | ------------------ | ------------------ | ------------------ | ------------------ | ------------------ |
| 1857               | 1869               | 1880               | 1890               | 1900               | 1910               | 1921               | 1931               | 1948               | 1953               | 1961               | 1971               | 1981               | 1991               | 2001               | 2011               |
| 1.185              | 1.207              | 1.041              | 1.138              | 1.292              | 1.342              | 1.260              | 1.164              | 973                | 903                | 788                | 582                | 461                | 321                | 185                | 121                |

## Nevezetességei
Szent Mihály arkangyal tiszteletére szentelt szerb pravoszláv temploma 1803-ban épült, a kosinji parókiához tartozik. Nemrég újították fel. A templom a falun kívül, egy dombon áll, kőből készült cinteremmel körülvéve. Egyhajós, keletelt tájolású, 14,2 x 8,8 méter méretű, téglalap alaprajzú hajóval, és a hajónál keskenyebb sokszög záródású szentéllyel rendelkező épület a főhomlokzat feletti, két harang számára kialakított oromfalas harangtoronnyal. A főhajó és a szentély síkmennyezetű. A homlokzaton egyszerű formájú portál, a templom déli fala mentén pedig három sírkővel jelölt sír található. Az ikonosztáz és a csillár a régi templomi berendezésből maradt fenn.